# Looping vertical
Le looping vertical est la plus commune des inversions sur les montagnes russes. Cette section de l'attraction donne aux rails la forme d'une boucle verticale (plus souvent ovales) complète (360°). Les passagers se retrouvent donc momentanément la tête en bas.

## Histoire

### Les premiers loopings

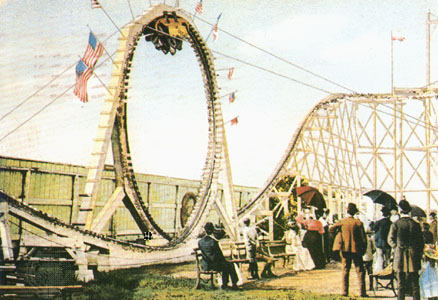
Flip Flap Railway à Sea Lion Park

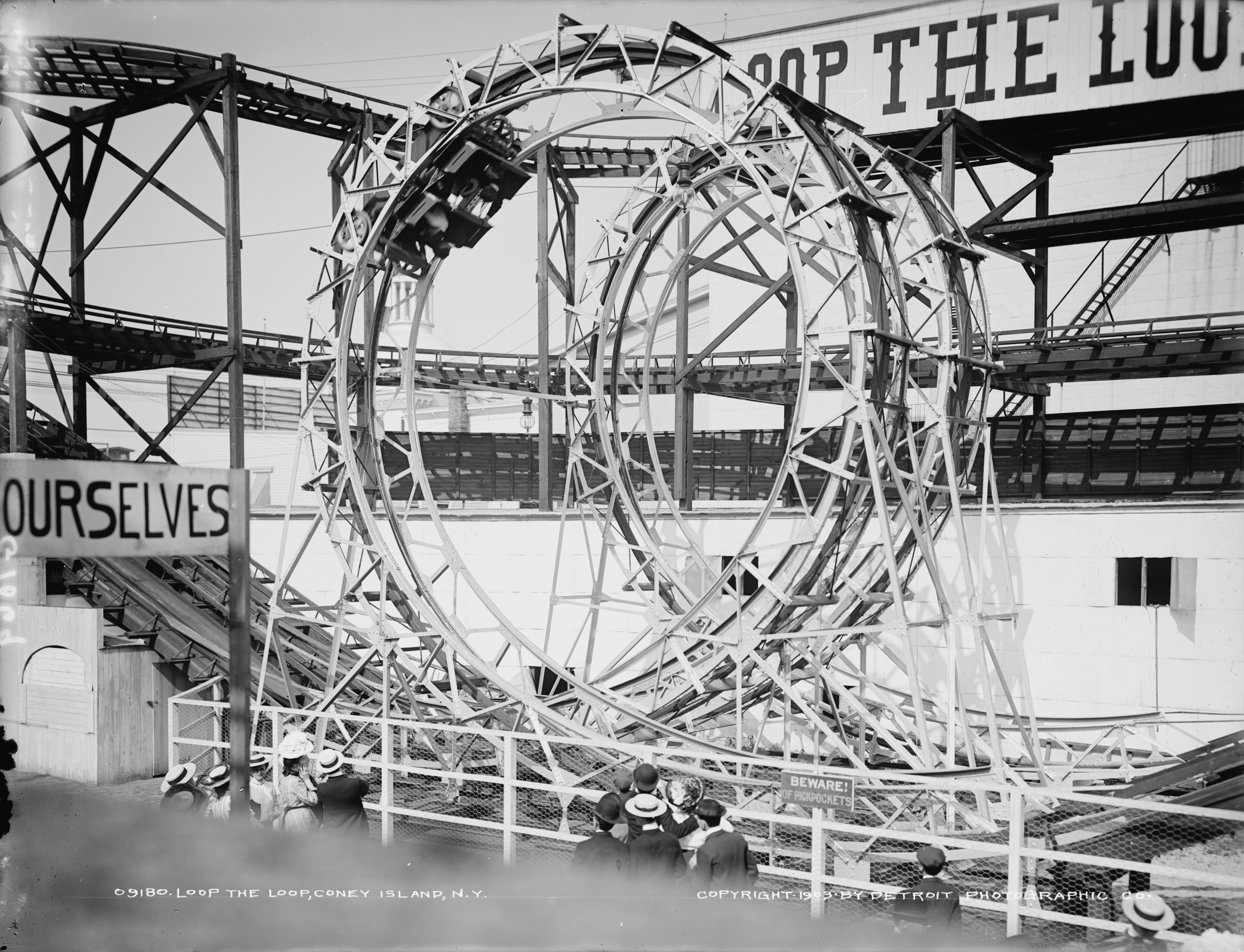
Loop-The-Loop au Luna Park de Coney Island vers 1903.

L'invention du looping n'est pas très récente. On peut trouver ces premières traces vers 1850, quand les français construisirent le Centrifuge Railway. L'attraction utilisait la force centrifuge pour tirer le wagonnet au sommet de la boucle.
Un des premiers loopings serait apparu dans les jardins de Frascati, à Paris. Il se composait d'une descente de 13 mètres de long finissant sur le looping de 4 mètres de diamètre. Un journal de l'époque parle alors du « premier chemin de fer centrifuge ».
Plus tard, en 1895, le Flip Flap Railway fut construit par Lina Breecher au Sea Lion Park de Paul Boyton. Le looping présent, haut de 7,80 mètres, faisait subir aux visiteurs une accélération de 12 g. Il fut fermé quelques années plus tard.
En 1901, Edward Prescott développa le Loop-The-Loop à Coney Island. Son but était de réduire les g trop importants. Pour cela, la boucle en acier changea de forme pour être plus elliptique. L'attraction bien que plus agréable restait cependant très impressionnante et peu de gens osaient s'y essayer. Loop-The-Loop subsista grâce aux revenus des entrées qui donnait le droit aux visiteurs d'observer l'attraction de plus près. De ce fait, l'attraction ne fit faillite que quelques années plus tard.

### Le renouveau
On ne compta plus d'autres montagnes russes avec cette inversion jusqu'à l'ouverture de Revolution, au parc Six Flags Magic Mountain en 1976 par Anton Schwarzkopf.

### L'exception
Bien que cette figure soit liée aux montagnes russes en métal, Son of Beast (2000) du parc d'attractions Kings Island fut le premier et le seul parcours de montagnes russes en bois composé d'un looping vertical. Ce dernier a été supprimé de son parcours en 2006 pour des raisons techniques. Son of Beast ferme en 2009 et est démonté en 2012.

## Galerie

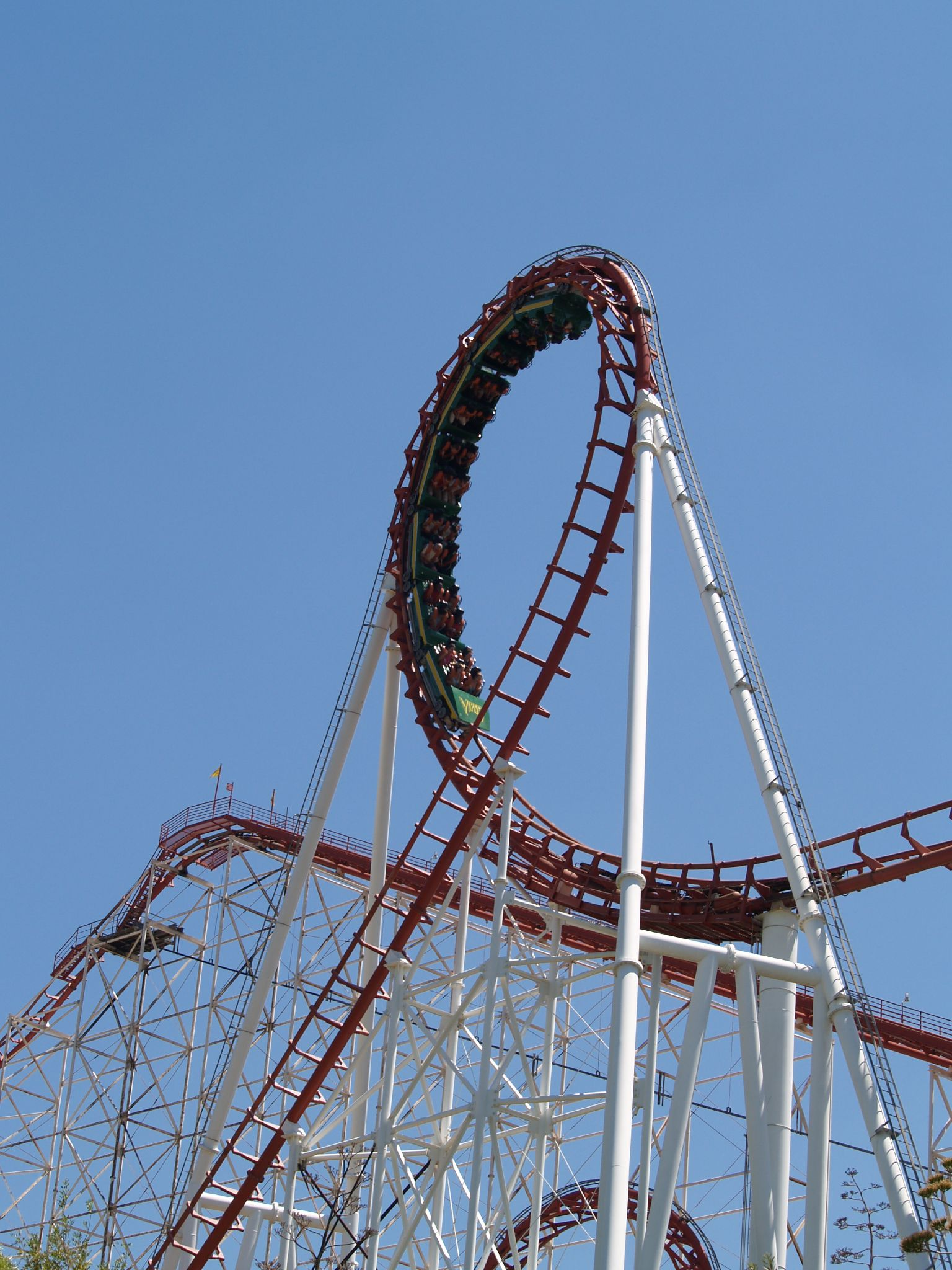
Viper à Six Flags Magic Mountain
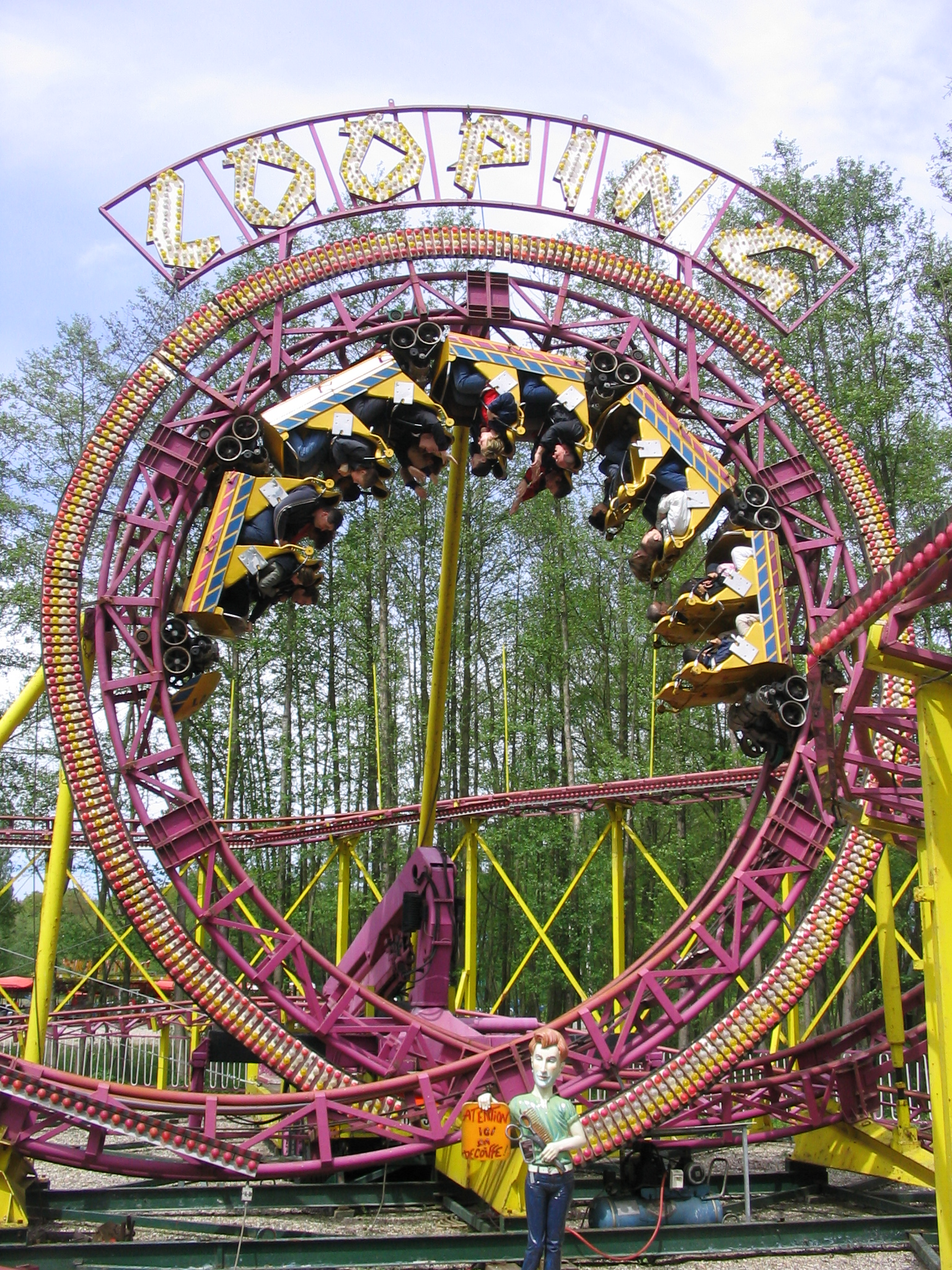
Looping au parc Saint-Paul
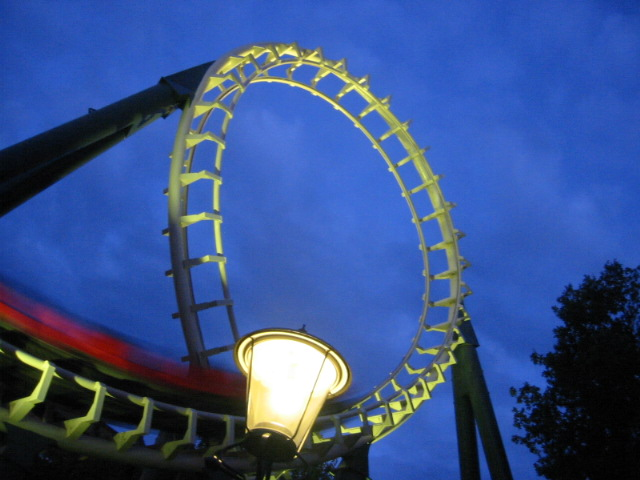
Python à Efteling
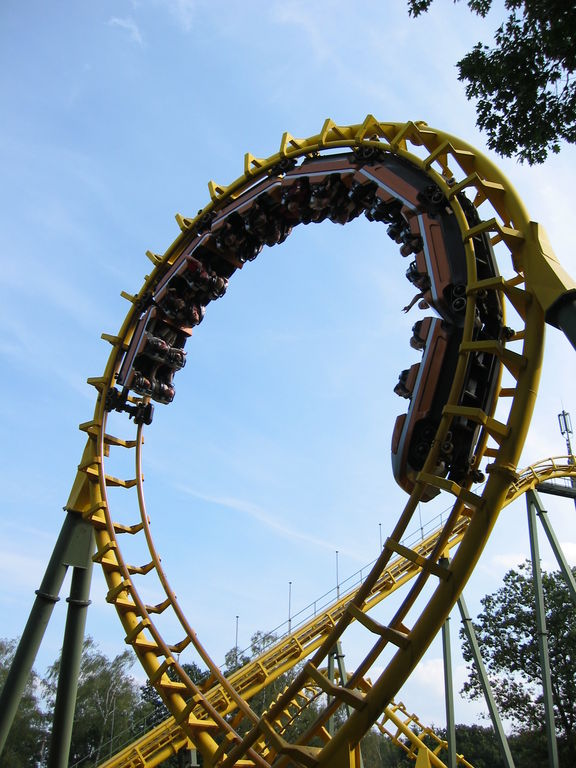
Tornado à Hellendoorn.
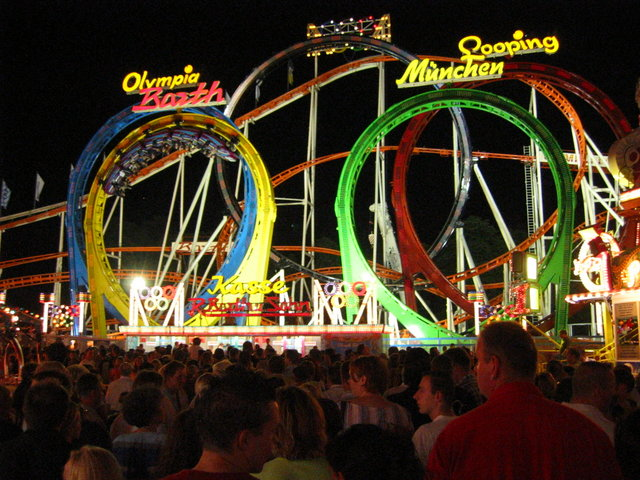
Olympia looping à l'Oktoberfest
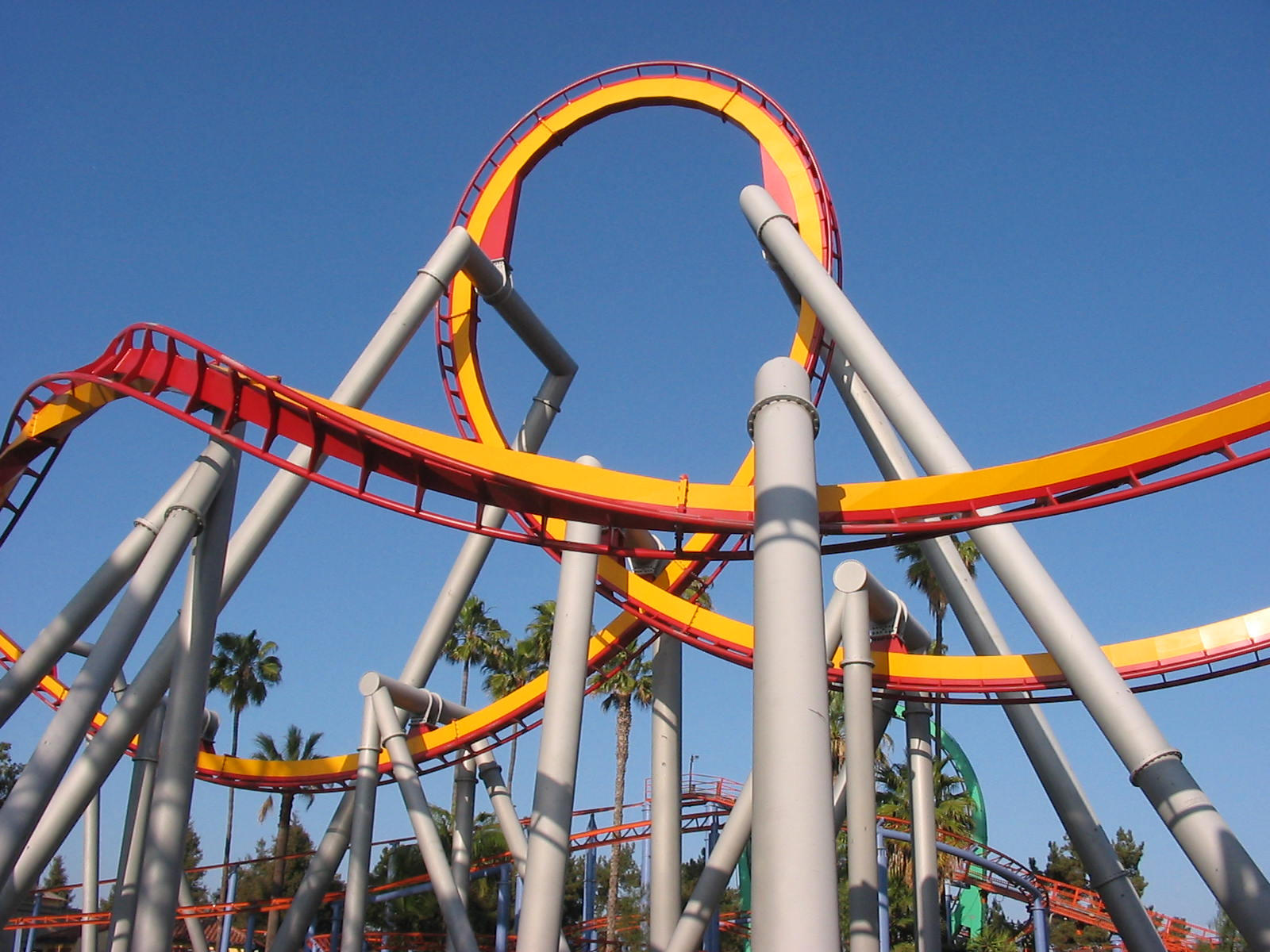
Silver Bullet à Knott's Berry Farm
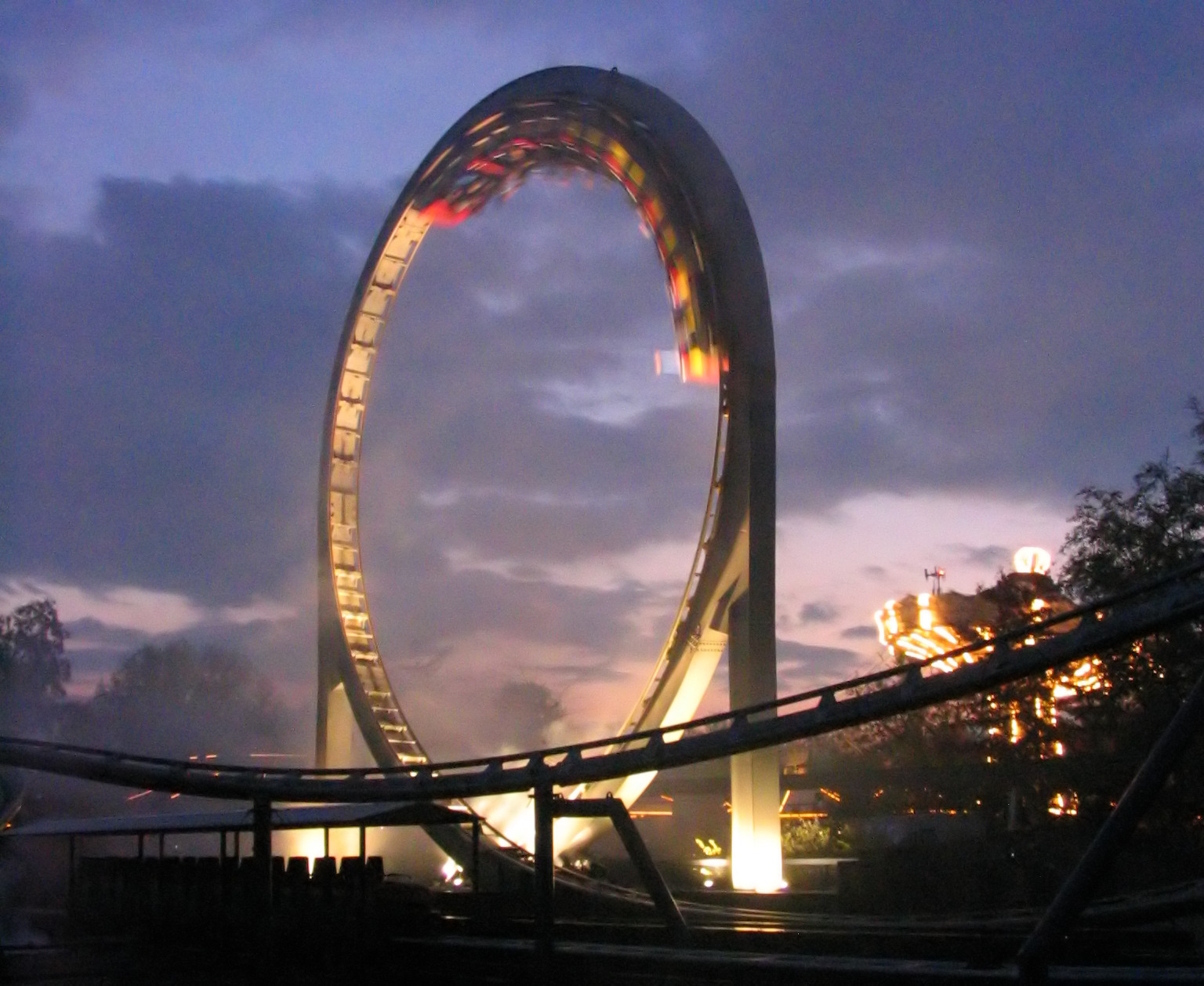
Looping Star à Bobbejaanland
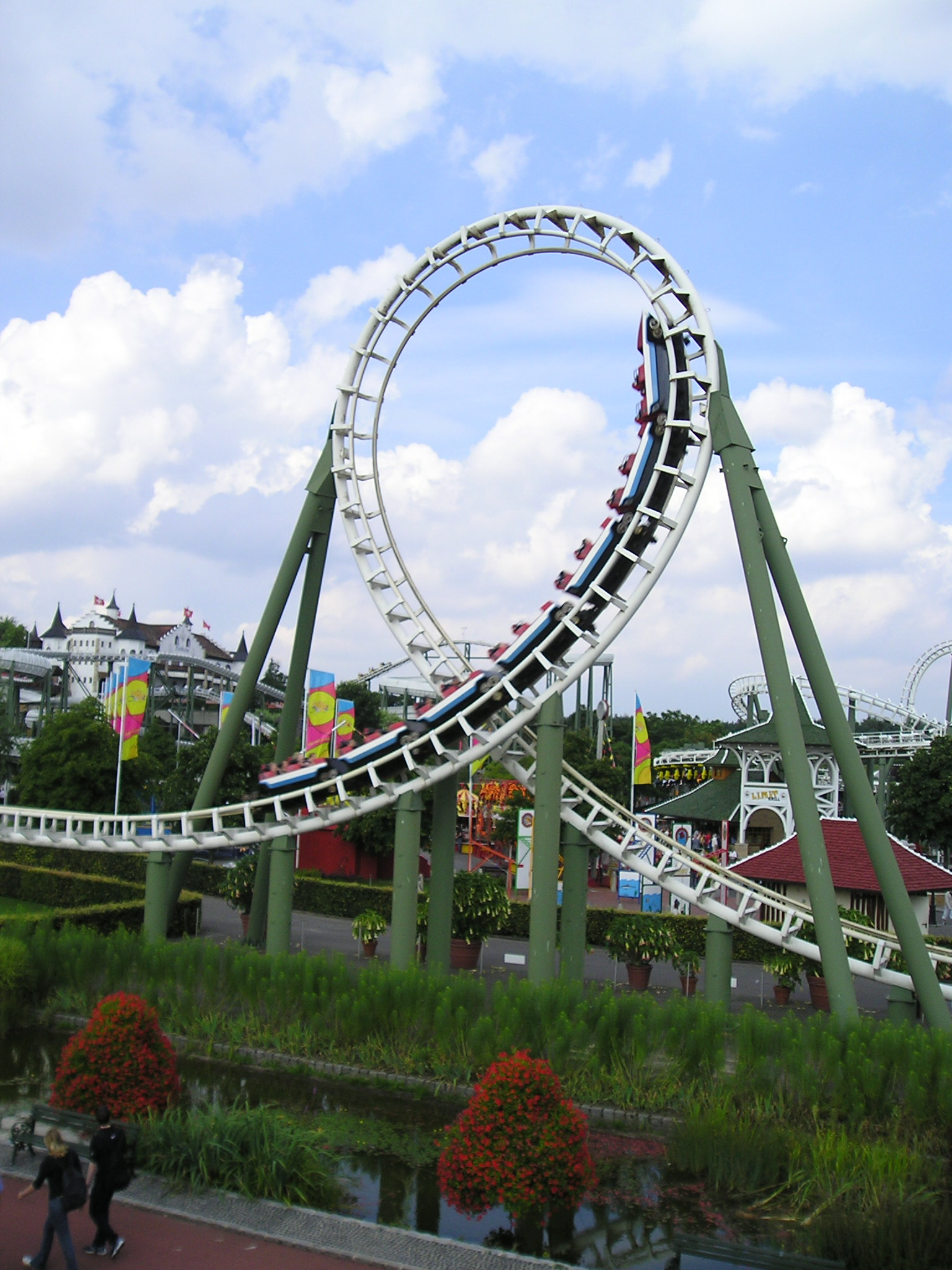
Big Loop à Heide Park
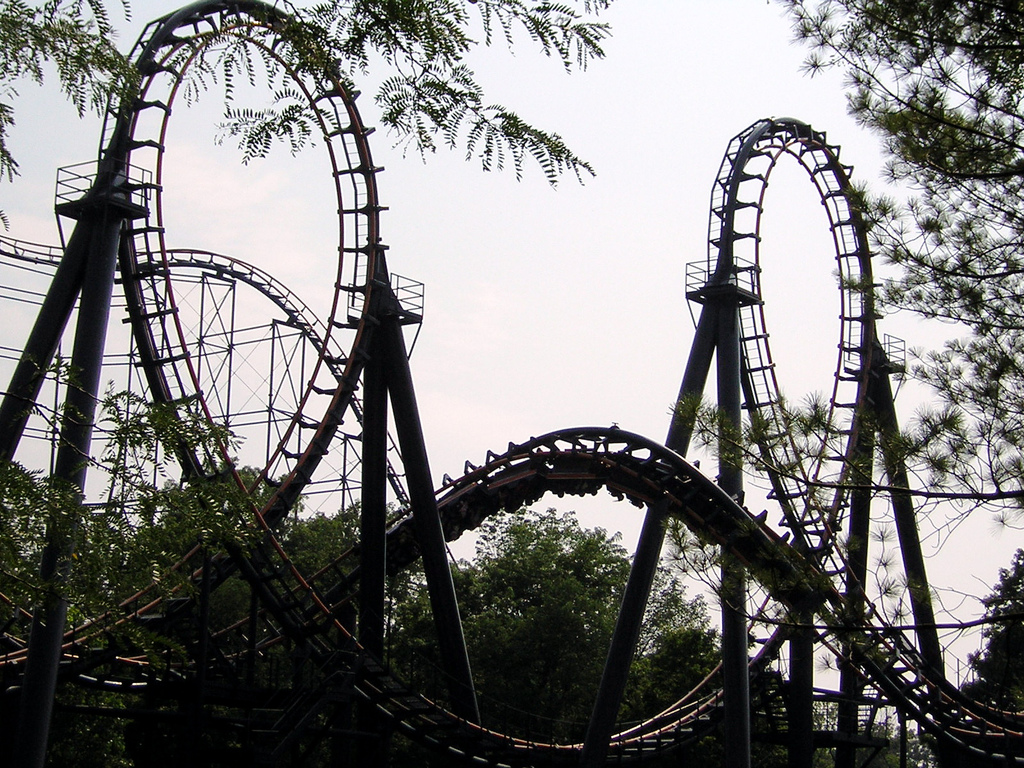
Vortex à Kings Island
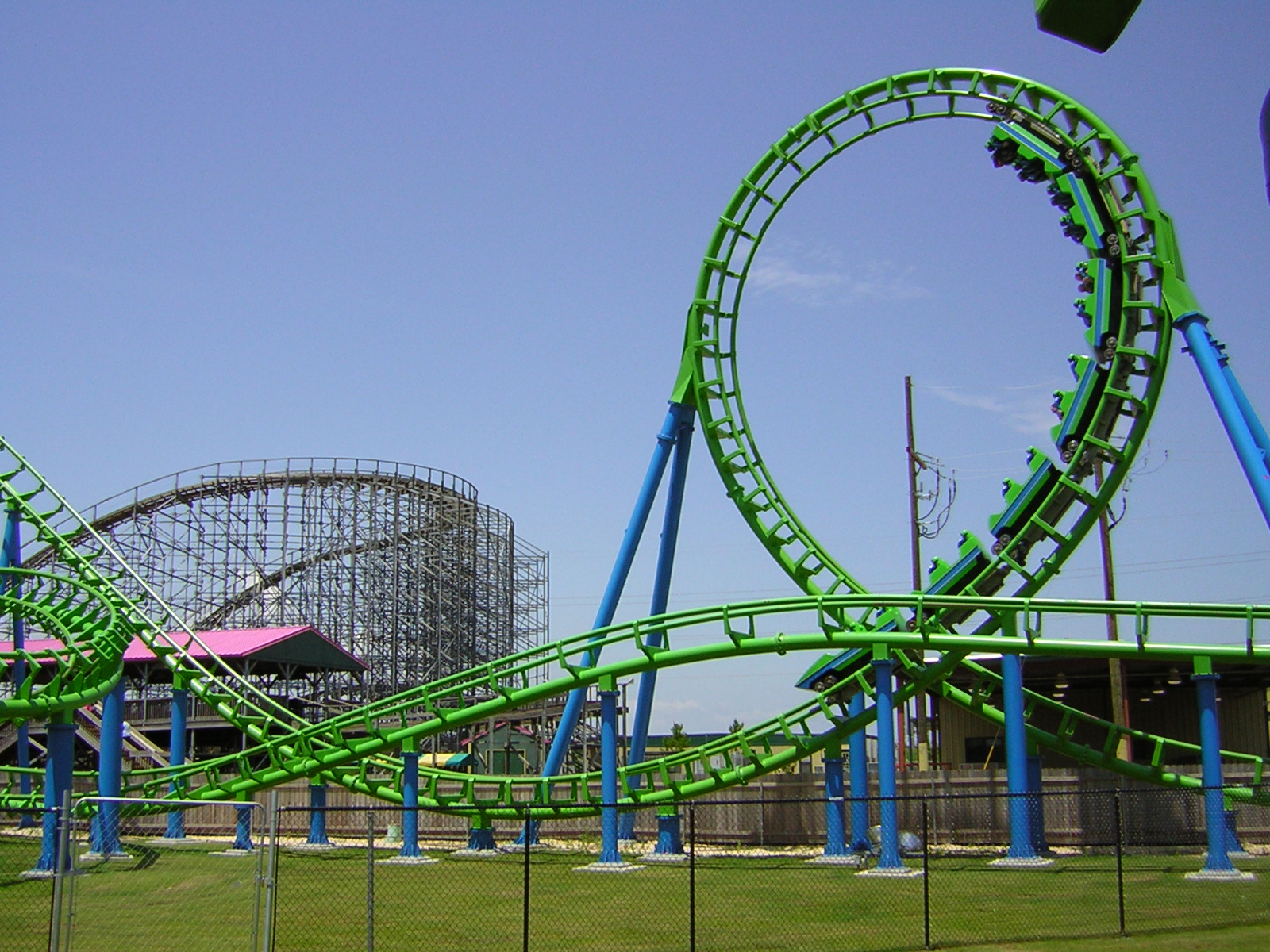
The Jester à Six Flags New Orleans
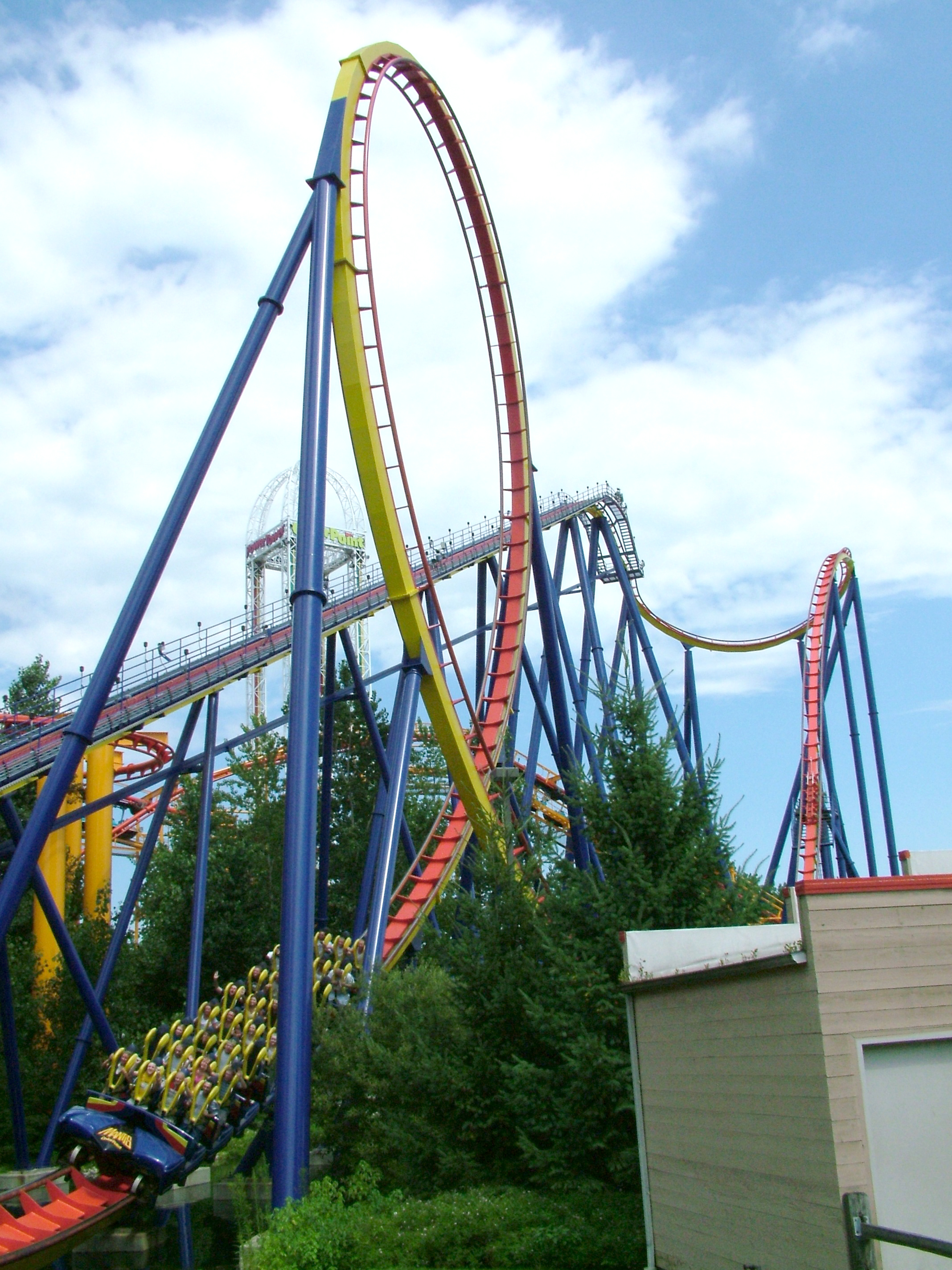
Mantis à Cedar Point
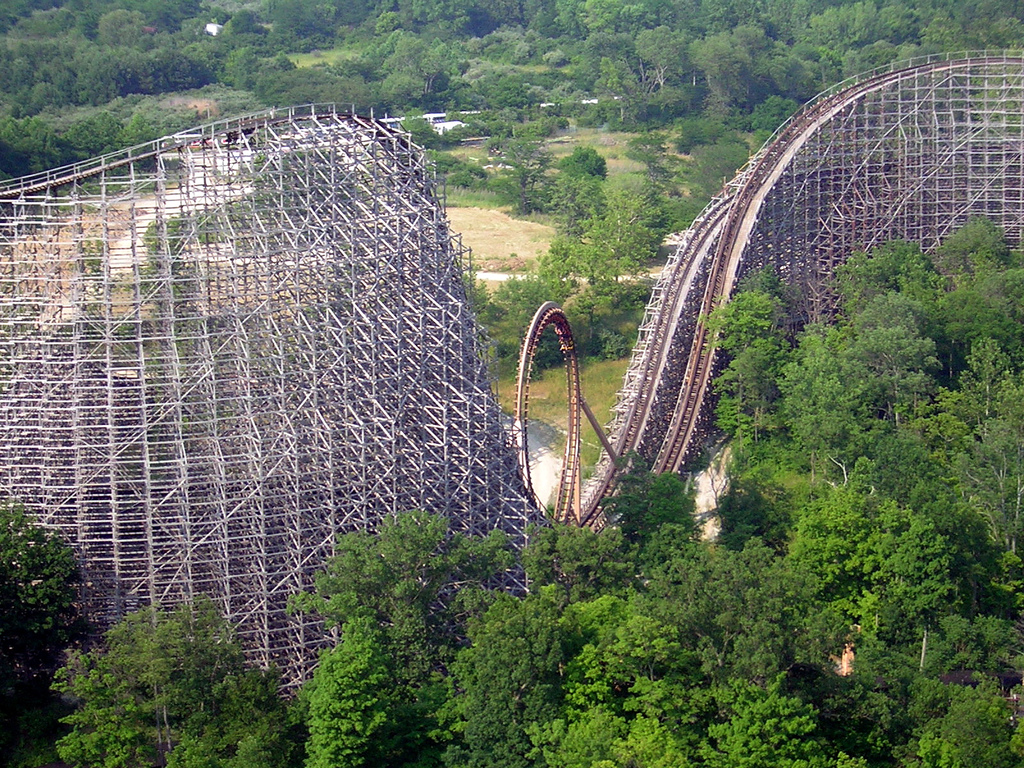
Son of Beast à Kings Island
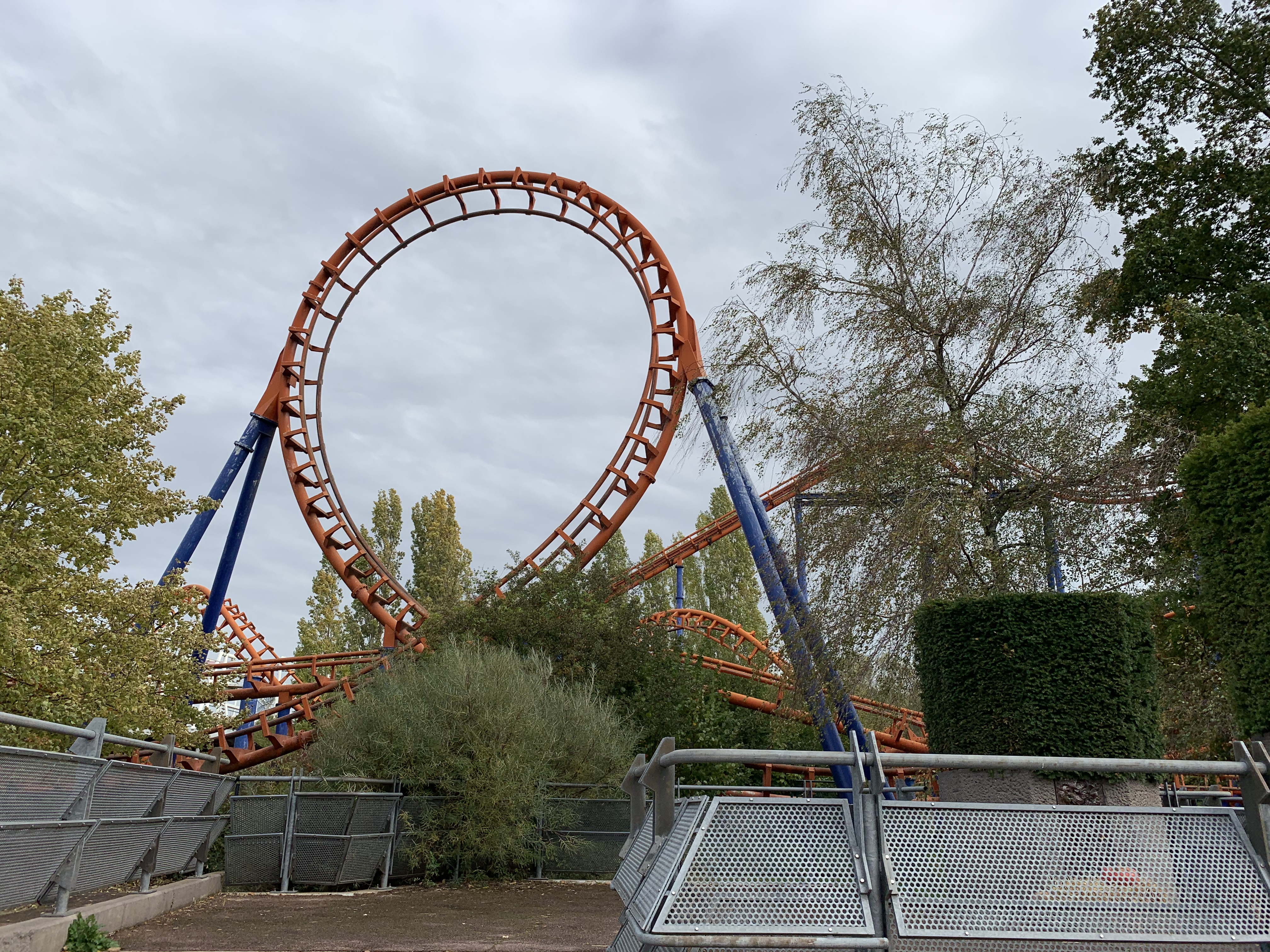
Comet à Walygator Grand Est